# أبراهام لينكولن (فلم 1930)
أبراهام لينكولن (بالإنجليزية: Abraham Lincoln) هو فيلم أبيض وأسود سيرة ذاتية أمريكي صدر عام 1930 من إخراج وتأليف ديفيد غريفيث. قام ببطولته والتر هيوستن في دور لينكولن وأونا ميركل، في دور آن روتليدج. شارك في كتابة السيناريو ستيفن فينسنت بينيت، مؤلف قصيدة النثر عن الحرب الأهلية جسد جون براون (1928)، وجيريت لويد. كان هذا أول فيلمين صوتيين فقط صنعهما غريفيث. أصبح الفيلم ملكية عامة عام 1958 عندما انتهت حقوق النشر الأولية. لم يختر أصحاب حقوق النشر تمديده لفترة ثانية مدتها 28 عامًا.

## ملخص الفيلم
يتناول الفصل الأول من الفيلم حياة لينكولن المبكرة كبائع وعامل سكك حديدية في نيو سالم ورومانسيته المبكرة مع آن راتليدج، وسنواته الأولى كمحام وخطوبته وزواجه من ماري تود في سبرينغفيلد، إلينوي. يتناول الجزء الأكبر من الفيلم رئاسة لينكولن أثناء الحرب الأهلية الأمريكية وينتهي باستسلام لي واغتيال لينكولن في مسرح فورد.

## روابط خارجية
- أبراهام لينكولن  في قاعدة بيانات الأفلام على الإنترنت (بالإنجليزية)